# 43
Năm 43 là một năm trong lịch Julius. 

## Sự kiện
- Thời kỳ Bắc thuộc lần thứ hai

## Mất
- Lê Chân, một trong những vị tướng trong khởi nghĩa Hai Bà Trưng.
- Hai Bà Trưng